# 520
520是介于519與521之間的自然數。

## 數學性質
- 520是一个正数、有理数、非负数、整数、自然数、偶数、合数、盈数。

- 合數，正因數有1、2、4、5、8、10、13、20、26、40、52、65、104、130、260和520。
質因數分解為{\displaystyle 2^{3}\times 5\times 13}。
- 過剩數，真因數和為740，盈度為220。
  - 半完全數，和為本身的其中一組因數為1、 2、 4、 8、 10、 13、 26、 40、 52、 104、 260。
- 十进制的奢侈數。
- 第41個不可及數。前一個為518、下一個為530。
- 520是斐波那契数列连续三项的乘积（{\displaystyle 520={{{5}\times {8}}\times {13}}}）。

## 節慶
- 网络情人节，1998年，台湾歌手范晓萱在歌曲《数字恋爱》中首次将“520”与“我爱你”相关联，但没有流行。2010在中国大陆商家的炒作下，首次成为网络情人节并从线上发展到线下，原因是，发音关联在漢語中聲母/n/和/l/容易混淆，致使520與「我爱你」諧音，不過大部份漢語能分清/n/和/l/（北京官話和粵語等），這種諧音則極為勉強。[1]520在粤语更有幾個不吉利的諧音，包括“唔爱你”（不愛你）[2][3][4]、“唔要你”（不要你）[5]、“唔易拎”（拎起來不容易），[6][4]廣州在5月20日的離婚登记也稍高於平均。[2]

- 中华民国总统就职典礼，总统当选人从1948年开始，1990后成为惯例皆在5月20日宣誓就职